# Philos Laboratories
A Philos Laboratories budapesti videójáték fejlesztő céget 1995-ben alapították Budapesten. Kiadójuk a Ubisoft és a CDV Software Entertainment vállalatok voltak.  Kezdetben hirdetésekhez készítettek grafikai munkákat, majd 1997-ben felvettek néhány alkalmazottat, akik korábban Perihelion: The Prophecy című játékon dolgoztak a Morbid Visionsnél és nekiláttak első játékuknak, ami a Theocracy címet kapta.
Kísérletet tettek az Imperium Galactica III fejlesztésére, amihez megvásárolták a jogokat az Infogramestől. A játék fejlesztését leállították, a csapatot elhagyó tagok viszont megalapították a Mithis Entertainment céget, azonban jogi problémák miatt átkeresztelték Nexus: The Jupiter Incident címre és végül 2004-ben jelenhetett meg.
2004-ben zárták be végleg a stúdiót.

## Játékok
- Theocracy (2000)
- Tim7 (2001)
- Rebels: Prison Escape (2003) (korábban Escape from Alcatraz)